# 道徳公園
道徳公園（どうとくこうえん）は、愛知県名古屋市南区道徳新町にある公園である。

## 歴史
文政4年（1821年）には豪農の鷲尾善吉によって道徳前新田が開発された。1955年（昭和30年）には石碑「鷲尾善吉翁頌徳碑」が建立された。
1925年（大正14年）、尾張徳川家が所有していた道徳前新田が名古屋桟橋倉庫株式会社に売却され、宅地の開発などとともに公園の設置も行われた。1927年（昭和2年）には敷地の半分近くを貸し出す形で、マキノ・プロダクション中部撮影所が設立された。『忠魂義烈 実録忠臣蔵』が撮影されるなどしたが、牧野省三の死に伴って短期間で閉鎖された。マキノ中部撮影所があったのは現在の名古屋市立道徳小学校（1940年創立）と名古屋市立大江中学校（1947年創立）付近である。1928年（昭和3年）には皇太子殿下御降誕記念事業公園の一つとして議決された。1931年（昭和6年）ころに道徳公園が開園し、その後約10年かけて整備された。
当初は現在の道徳通まで広がる敷地と池をもっていた。開園と時を同じくして、カフェ、玉突き、洋食堂などが並ぶ道徳銀座通ができ、名古屋屈指の繁華街として南部工業地帯で働く労働者の憩いの場として賑わった。戦後には道徳銀座商店街に映画館の道徳映画劇場も開館した。戦後の道徳公園にはコンクリート製遊具のクライミングスライダーが設置された。
なお、道徳地区にはかつて道徳観音山という人工の築山があった。現在の観音町1丁目の観音公園の場所である。

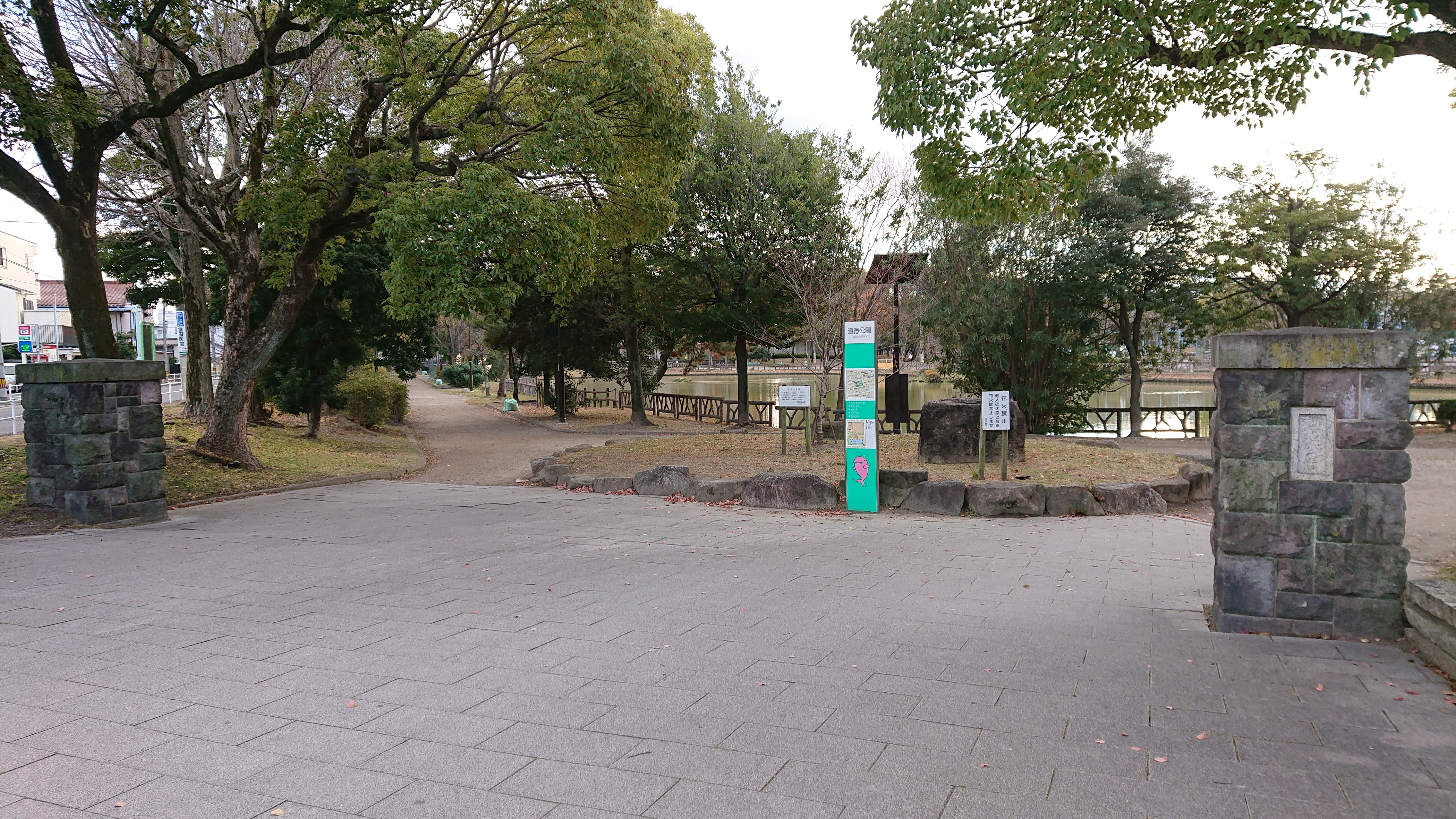
北東側の入口
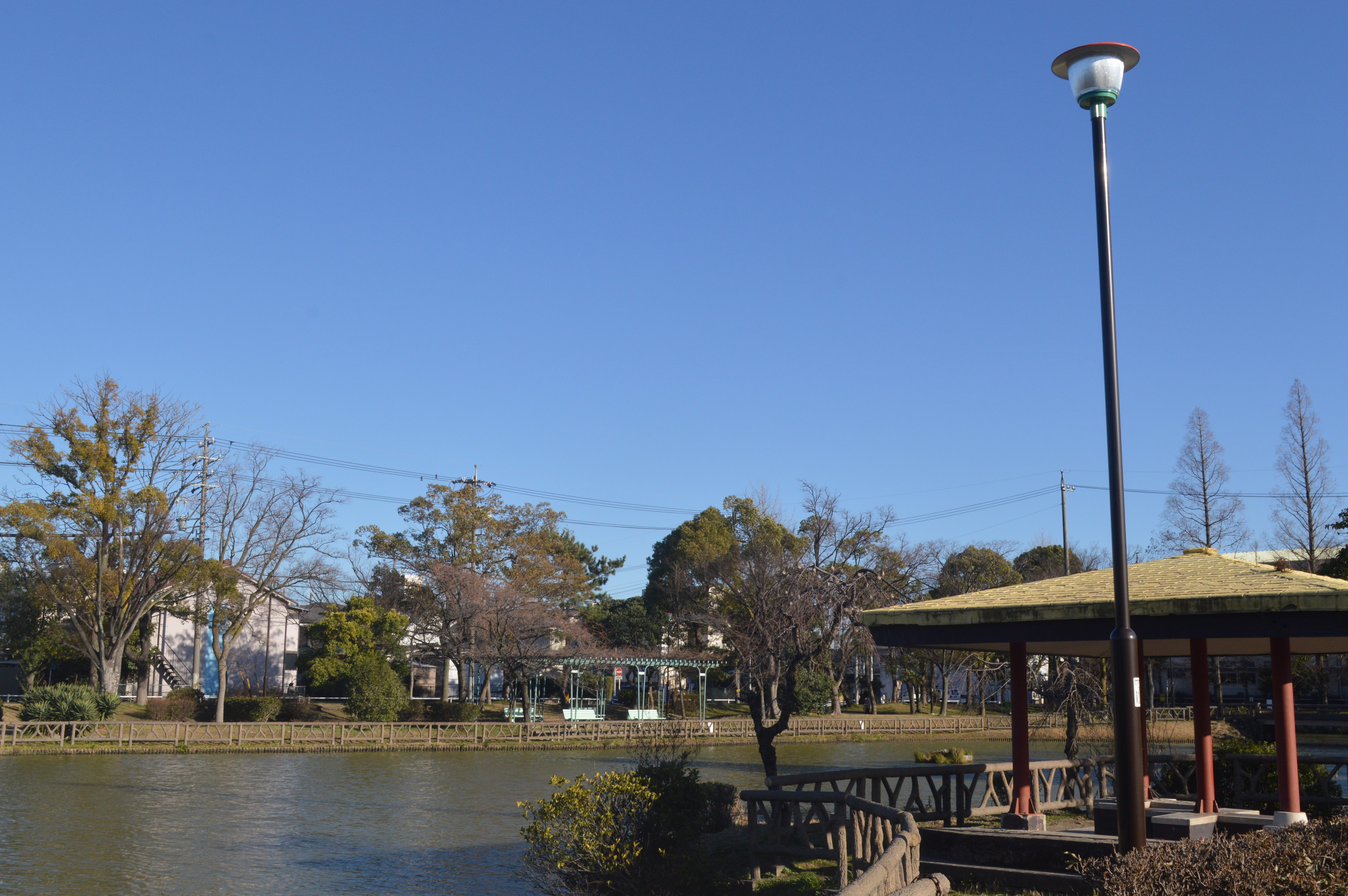
月見池（黎明池）
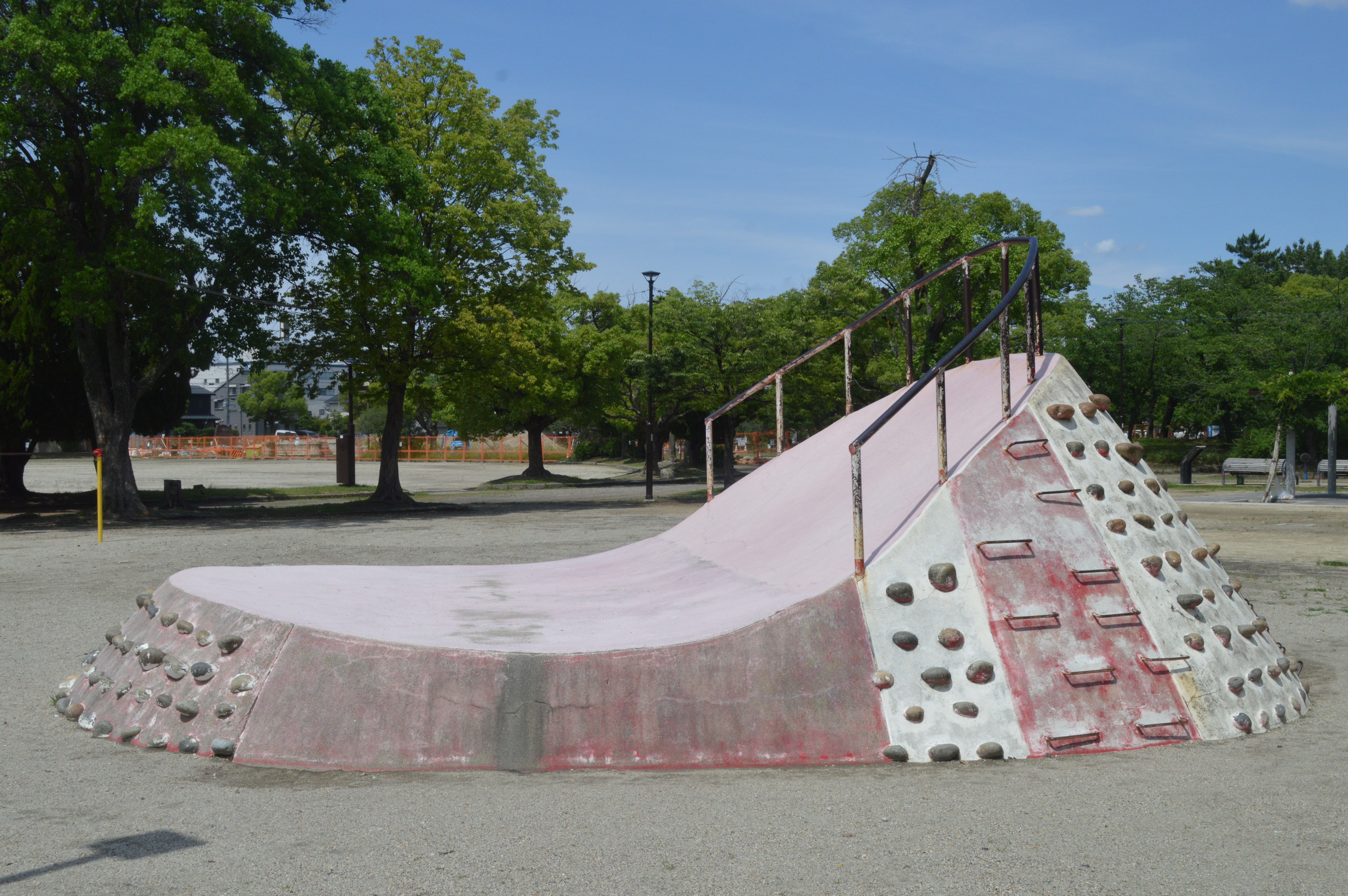
クライミングスライダー

## 施設

### クジラ像

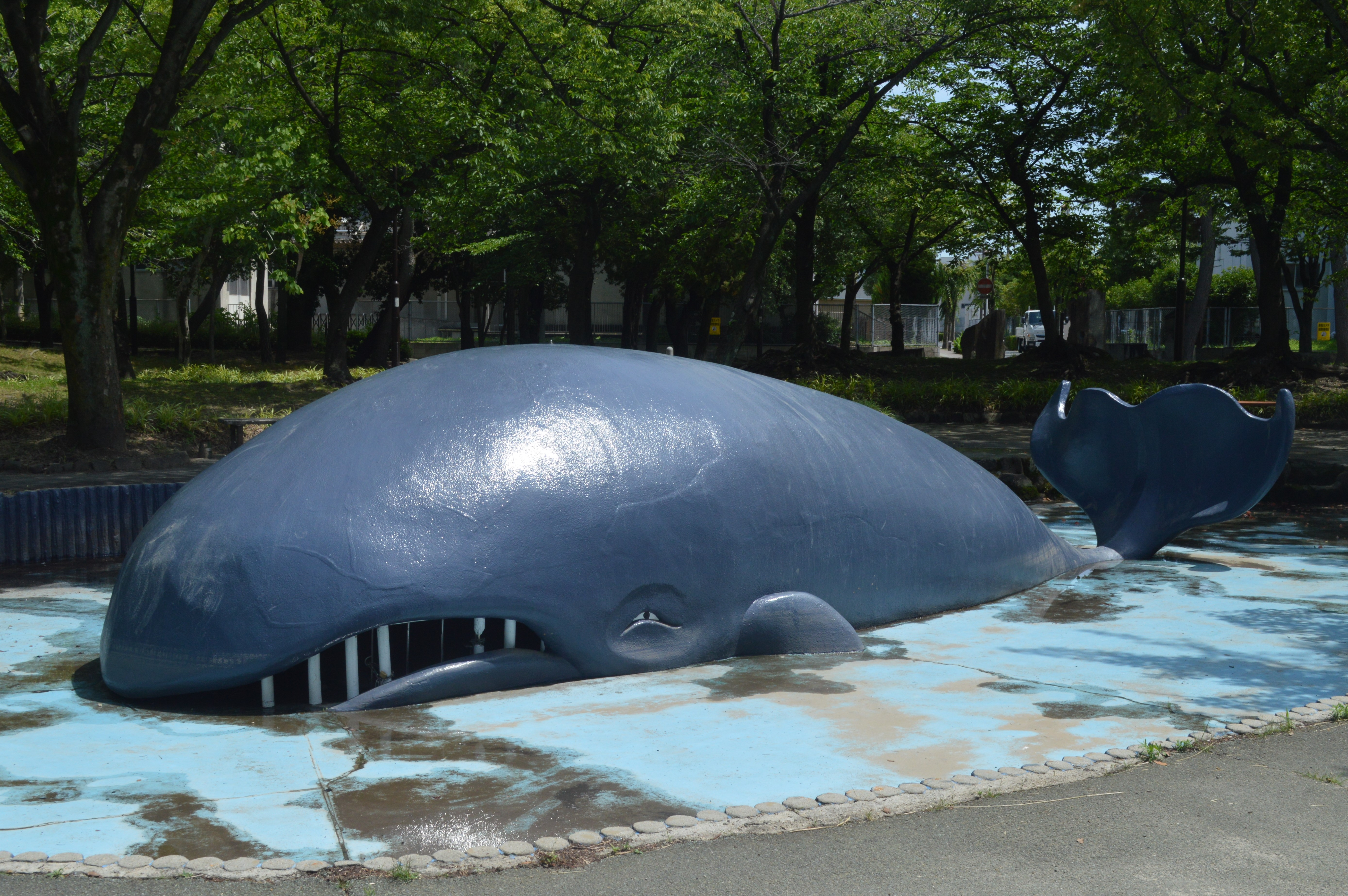
クジラ像

1927年（昭和2年）には後藤鍬五郎によってクジラ像が建設された。2010年（平成22年）には名古屋開府400年を記念して行われた「夢なごや400」事業で、グランプリの「どえりゃあ大賞」に選出された。2011年（平成23年）には市の認定地域建造物資産に認定された。2021年（令和3年）には「道徳公園クジラ池噴水」として国の登録有形文化財（建造物）に登録された。この像が建設された背景には、かつては年魚市潟（伊勢湾岸に存在した大規模な干潟）にもクジラなどが回遊していたことが関係しているとも指摘されている。